# Izeure
Izeure és un municipi francès, situat al departament de la Costa d'Or i a la regió de Borgonya - Franc Comtat. L'any 2007 tenia 774 habitants.

## Demografia

### Població
El 2007 la població de fet d'Izeure era de 774 persones. Hi havia 244 famílies, de les quals 24 eren unipersonals (4 homes vivint sols i 20 dones vivint soles), 72 parelles sense fills, 132 parelles amb fills i 16 famílies monoparentals amb fills.
La població ha evolucionat segons el següent gràfic:
Habitants censats

### Habitatges
El 2007 hi havia 262 habitatges, 250 eren l'habitatge principal de la família, 5 eren segones residències i 7 estaven desocupats. 258 eren cases i 4 eren apartaments. Dels 250 habitatges principals, 242 estaven ocupats pels seus propietaris, 7 estaven llogats i ocupats pels llogaters i 1 estava cedit a títol gratuït; 1 tenia una cambra, 3 en tenien dues, 6 en tenien tres, 79 en tenien quatre i 161 en tenien cinc o més. 236 habitatges disposaven pel capbaix d'una plaça de pàrquing. A 66 habitatges hi havia un automòbil i a 176 n'hi havia dos o més.

### Piràmide de població
La piràmide de població per edats i sexe el 2009 era:
| Homes | Edats   | Dones |
| ----- | ------- | ----- |
| 0     | 95 o +  | 0     |
| 0     | 90 a 94 | 4     |
| 0     | 85 a 89 | 4     |
| 0     | 80 a 84 | 0     |
| 4     | 75 a 79 | 4     |
| 8     | 70 a 74 | 4     |
| 8     | 65 a 69 | 8     |
| 16    | 60 a 64 | 12    |
| 0     | 55 a 59 | 16    |
| 36    | 50 a 54 | 16    |
| 16    | 45 a 49 | 28    |
| 28    | 40 a 44 | 20    |
| 20    | 35 a 39 | 12    |
| 16    | 30 a 34 | 32    |
| 28    | 25 a 29 | 16    |
| 0     | 20 a 24 | 12    |
| 24    | 15 a 19 | 36    |
| 28    | 10 a 14 | 16    |
| 20    | 5 a 9   | 24    |
| 8     | 0 a 4   | 12    |

## Economia
El 2007 la població en edat de treballar era de 519 persones, 392 eren actives i 127 eren inactives. De les 392 persones actives 377 estaven ocupades (212 homes i 165 dones) i 15 estaven aturades (9 homes i 6 dones). De les 127 persones inactives 41 estaven jubilades, 53 estaven estudiant i 33 estaven classificades com a «altres inactius».

### Ingressos
El 2009 a Izeure hi havia 258 unitats fiscals que integraven 799 persones, la mediana anual d'ingressos fiscals per persona era de 19.077 €.

### Activitats econòmiques
Dels 15 establiments que hi havia el 2007, 2 eren d'empreses de fabricació d'altres productes industrials, 7 d'empreses de construcció, 1 d'una empresa de comerç i reparació d'automòbils, 3 d'empreses de serveis, 1 d'una entitat de l'administració pública i 1 d'una empresa classificada com a «altres activitats de serveis».
Dels 6 establiments de servei als particulars que hi havia el 2009, 1 era una autoescola, 1 fusteria, 2 lampisteries i 2 electricistes.
L'any 2000 a Izeure hi havia 7 explotacions agrícoles.

## Equipaments sanitaris i escolars
El 2009 hi havia 1 escola maternal i 1 escola elemental.

## Poblacions més properes
El següent diagrama mostra les poblacions més properes.